# بتن خشک
مواد اولیه این نوع از بتن در کارخانه ترکیب می‌شود سپس به صورت خشک (سیلو، بونکر، پاکت) به محل کارگاه ساختمانی حمل می گردد. مزیت این نوع بتن این است که به اندازه نیاز در کارگاه ساختمانی تولید می گردد. علاوه بر آن ترکیبات مواد اولیه آن منطبق بر تمام استانداردهاست و مهمتر از همه آنکه زمان تولید بتن تا مصرف بسیار کاهش می یابد که این خود در کیفیت بتن بسیار مؤثر خواهد بود. بتن خشک از خانواده محصولات ملات خشک است.